# ماريت بوميستر
ماريت بوميستر (مساعدة: أصد للهولندية والأفريقانية)؛ من مواليد 17 يونيو 1988) بحارة من هولندا.
فازت بوميستر بالميدالية الذهبية في فئة الليزر الشعاعي في دورة الألعاب الأولمبية الصيفية 2016 في ريو دي جانيرو والميدالية الفضية في دورة الالعاب الاولمبية الصيفية 2012 في ويموث. في عام 2017 ، فازت بجائزة أفضل بحار في العالم.